# エイトワン
株式会社エイトワンは、愛媛県松山市湯渡町に本社を置く企業。グループ会社で今治タオルの専門店「伊織」を全国展開するほか、県特産のかんきつ類を使った飲食店を運営している。

## 沿革
- 2006年 - 「株式会社エイトワン」設立。
- 2008年 - 「道後夢蔵旅庵浪六」の経営権を取得。
- 2009年 - 今治タオル専門店「伊織道後本店」オープン。
- 2010年 - 「道後やや」オープン。
- 2011年 - 「vimi二番町店」オープン、宅配弁当事業スタート。
- 2012年 - 「ルブリュマツヤマ（伊織、ehimesm）」オープン、「vimi松山三越店」オープン。
- 2013年
  - 1月 - 「10FACTORYロープウェイ街店」オープン。
  - 2月 - 「vimi restaurant テクノプラザ店」オープン。
- 2014年
  - 4月 - 「10×STAND アークヒルズ店」オープン。「ヨーヨーキッチン！松山本店」オープン。
  - 7月 - 「Dayleaf」事業展開スタート。
  - 8月 - 「白青」（砥部焼）事業展開スタート。「10×CAFÉ 道後店」オープン。「株式会社Green Label」を子会社化。
- 2015年8月 - 会社分割により、「株式会社伊織」を設立。「村上タオル株式会社」をグループ化。
- 2016年10月 - SOHSOH京都店閉店。ECサイトリニューアル。海外事業部を設立。
- 2017年2月 - 「ヨーヨーキッチン！松山本店」閉店。
- 2018年3月 - 道後夢蔵を売却。
- 2019年2月 - 道後ややをJR四国ホテルズに売却。

## 店舗
- 伊織（今治タオル専門店）
- vimi（レストラン）
- SOHSOH（食堂）
- ヨーヨーキッチン！（飲食店）
- 10×CAFÉ（カフェ）
- 10FACTORY（愛媛みかんジュース専門店）
- CAKES MATSUYAMA(パンケーキ専門店)2017年9月13日アエル松山2Fopen

## グループ会社
- (株)伊織
- 村上タオル(株)

## テレビ番組
- 日経スペシャル カンブリア宮殿 田舎に日本の未来SP　第2弾 ～元ニートが挑む地方革命～（2015年12月10日、テレビ東京）[2]

## 書籍

### 関連書籍
- 『怒らない経営 しがらみを超え、地元を盛り上げる！』（2015年4月1日、日経BP社）ISBN 9784822279523